# Regione di Zanzibar Urbana-Ovest
La regione di Zanzibar Urbana/Ovest (ufficialmente Zanzibar Urban/West Region in inglese) è una regione della Tanzania situata sull'isola di Zanzibar, e avente per capoluogo la città omonima. È la più piccola fra le regioni della Tanzania.

## Distretti
La regione è divisa amministrativamente in 2 distretti:
- Magharibi
- Mjini